# Кут, Дэвид
Дэвид Кут (англ. David Coote; родился 11 июля 1982 года в Ноттингеме) — английский футбольный судья, обслуживающий матчи Премьер-лиги, а также английские национальные кубковые турниры. Судья ФИФА с 2020 по 2024 год. 

## Биография
Начал судить футбольные матчи с шестнадцатилетнего возраста. Работал футбольным судьёй в региональных лигах Ноттингемшира, Восточной лиге северных графств, Северной Премьер-лиге и Северной конференции, после чего стал помощником судьи в Футбольной лиге Англии. В 2010 году был включён в список судей, обслуживающих матчи Футбольной лиги Англии. В мае 2014 года был главным судьёй плей-офф Лиги 1, в котором встретились «Лейтон Ориент» и «Ротерем Юнайтед».
В 2018 году был включён в Избранную группу судей, что позволило ему обслуживать матчи Премьер-лиги. Свой первый матч в качестве главного судьи матча Премьер-лиги провёл 28 апреля 2018 года: в той игре «Вест Бромвич Альбион» на выезде обыграл «Ньюкасл Юнайтед» со счётом 1:0.
14 февраля 2023 года судил финальный матч Кубка Английской футбольной лиги между «Манчестер Юнайтед» и «Ньюкасл Юнайтед», завершившийся победой манчестерской команды со счётом 2:0.

## Скандал и увольнение
11 ноября 2024 года PGMOL отстранил Кута от судейства после того, как в открытом доступе появились видеокадры, на которых он оскорбительно отзывался о «Ливерпуле» и многолетнем главном тренере команды Юргене Клоппе. По данным The Guardian видео было записано во время сезона 2020/2021. Сам Кут первоначально заявил о постановочности данного видео, но затем признал его подлинность. 9 декабря 2024 года PGMOL объявил об увольнении Кута. 
13 ноября появилось ещё одна видеозапись, на которой, как утверждается, Кут вдыхает белый порошок во время одного из матчей Евро-2024, где он работал на видеоассистента главного арбитра. После этого УЕФА также отстранила Кута от судейства.

## Личная жизнь
Отец Дэвида, Дэвид Кут-старший, был профессиональным крикетистом и выступал за крикетный клуб графства Ноттингемшир.